# Barbican (London Underground)

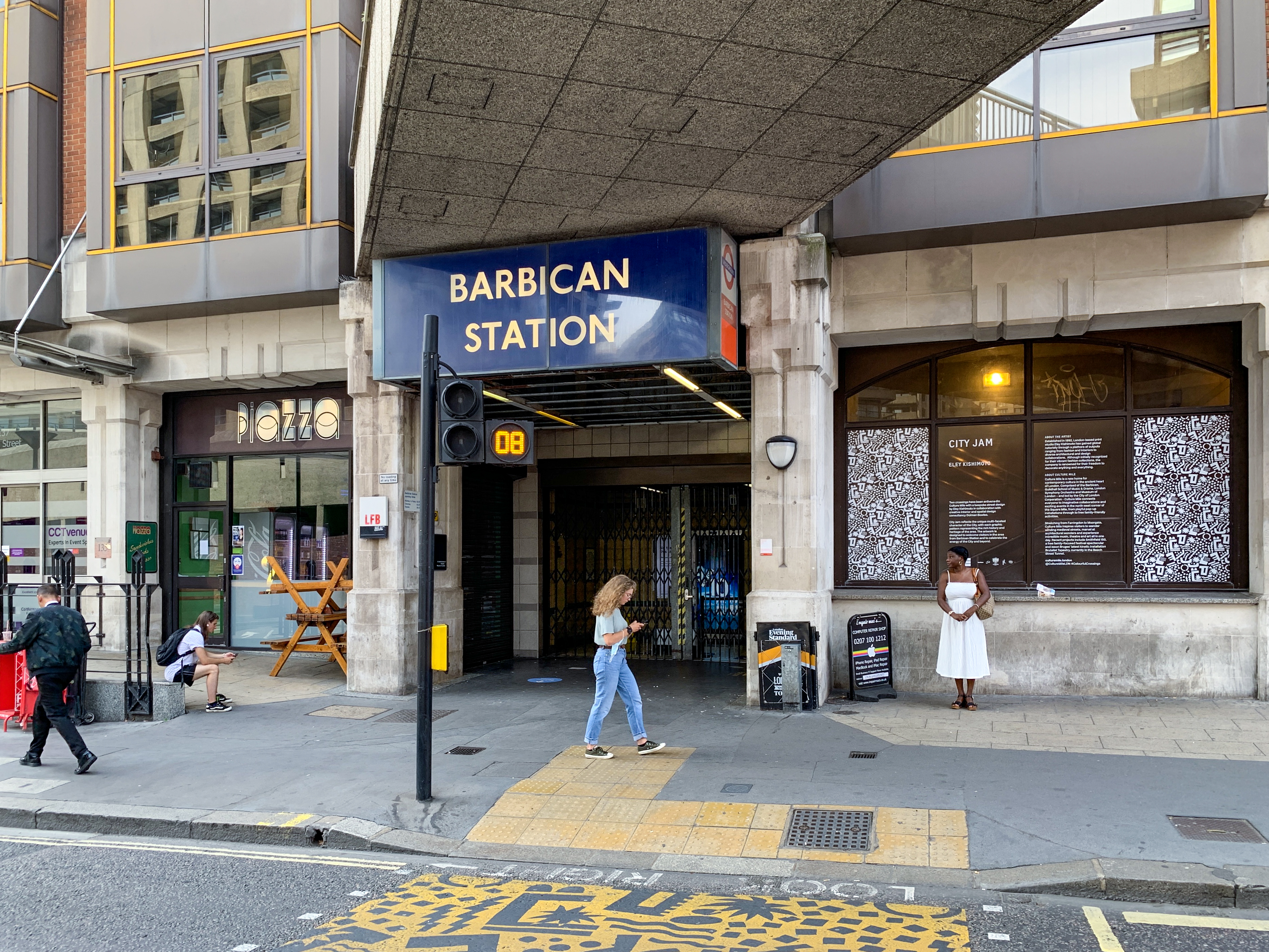
Eingang zur Station

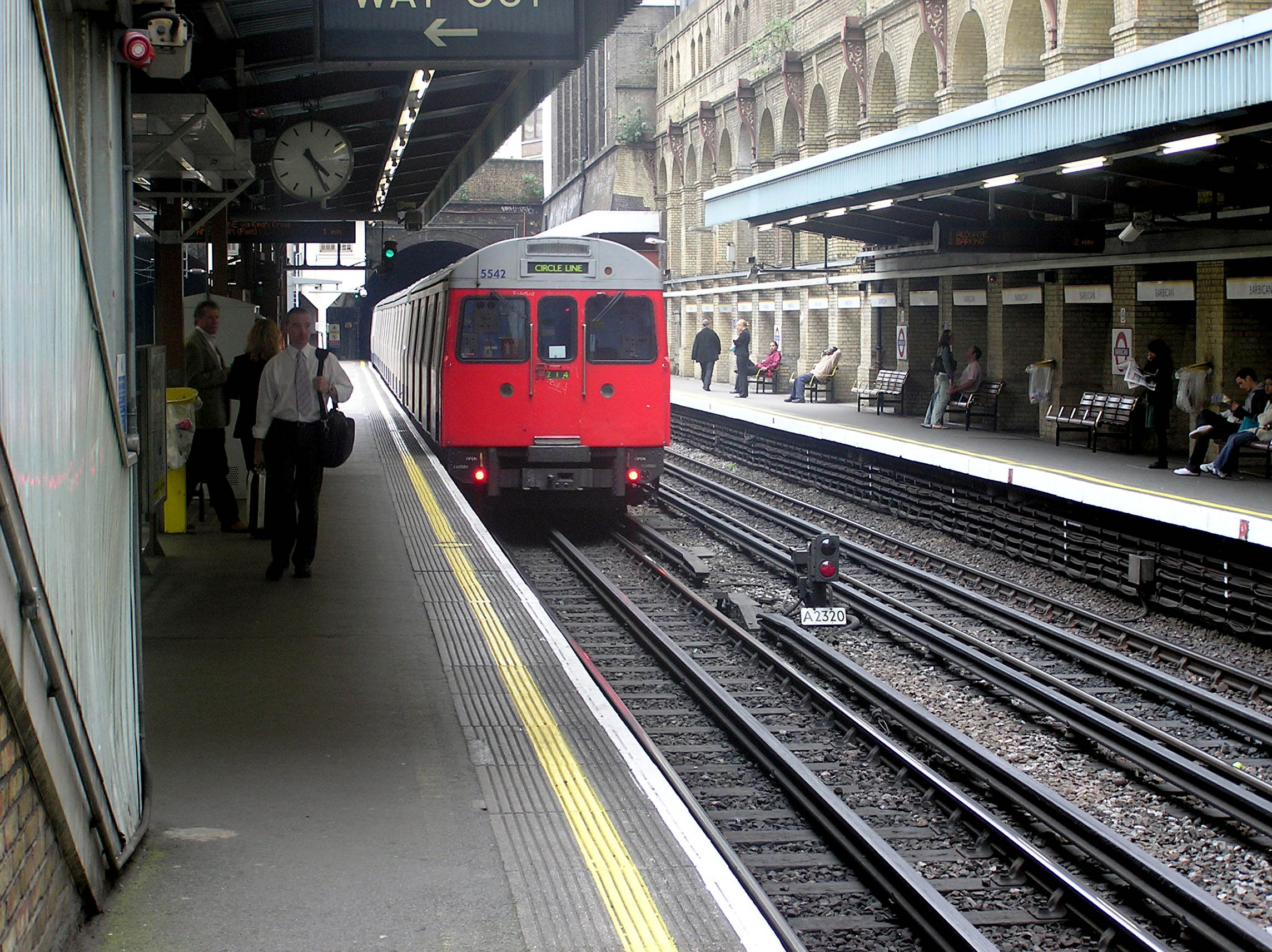
Ein Circle Line-Zug fährt ab

Barbican ist eine Station der London Underground in der City of London. Sie liegt an der Aldersgate Street in der Nähe des Kulturzentrums Barbican Centre. Hier halten die Circle Line, die Hammersmith & City Line und die Metropolitan Line. Im Jahr 2014 nutzten 11,44 Millionen U-Bahn-Fahrgäste den in der Travelcard-Tarifzone 1 gelegenen Bahnhof.

## Geschichte
Der Bahnhof wurde am 23. Dezember 1865 durch die Metropolitan Railway (Vorgängergesellschaft der Metropolitan Line) eröffnet, damals noch unter dem Namen Aldersgate Street. Daraufhin folgten drei Umbenennungen: Am 1. November 1910 in Aldersgate, 1923 in Aldersgate & Barbican und am 1. Dezember 1968 in Barbican. Seit 1866 ist die durch den Bahnhof führende Strecke der Metropolitan Railway viergleisig. Das zweite Gleispaar, die Widened Lines, diente dem Vorortverkehr anderer Eisenbahngesellschaften in die Londoner City. Seit 1871 zweigte westlich des Bahnhofs eine heute stillgelegte Verbindungskurve zum Snow-Hill-Tunnel ab.
Der Eingang zur Station befindet sich in einem modernen, zu Beginn der 1990er-Jahre erbauten Gebäude. Die sich in einem nach oben offenen Einschnitt befindenden Bahnsteige hingegen sind weitaus älteren Datums. Zu sehen sind auch ein altes Signalhäuschen und die Reste des Fundaments eines Glasdaches, das in den 1950er-Jahren abgerissen wurde. Das Bahnhofpersonal hat in der Schalterhalle einen Schaukasten eingerichtet, der über die Geschichte der Station informiert.
Vom westlichen Ende des Bahnsteigs aus ist ein Tunnel der Widened Lines zu erkennen, der den Smithfield-Fleischmarkt unterquert. Unter der Markthalle befand sich zwischen 1869 und 1962 ein kleiner Güterbahnhof; dorthin wurden unter anderem Rinder transportiert, die für den Schlachthof bestimmt waren.
Im Rahmen des Projekts Thameslink 2000 wurde der Eisenbahnverkehr auf der wenig genutzten Zweigstrecke zum Bahnhof Moorgate im März 2009 eingestellt. Dies soll es ermöglichen in Farringdon den Bahnsteig zu verlängern. Nach Verwirklichung des Crossrail-Projekts, dem Bau eines S-Bahn-Tunnels in Ost-West-Richtung, wird der östliche Eingang zum neuen unterirdischen Bahnhof Farringdon unmittelbar westlich der Station Barbican zu liegen kommen.